# Delphiade
En delphiade er perioden mellem to delphi lege (Delphic Games el. Pythiske lege), typisk fire år. 
De moderne delphi lege er en genoplivning af antikkens pythiske lege, der blev afholdt med fire års mellemrum (2 år før/efter antikkens olympiske lege). 
De pythiske lege blev afholdt i den græske by Delfi til ære for Apollon og hans sejrrige bekæmpelse af den mytiske slangeskikkelse Python.